# 每秒浮點運算次數
每秒浮點運算次數（英語：Floating-point operations per second；縮寫：FLOPS），亦稱每秒峰值速度，即每秒所執行的浮點運算次數。浮點（floating-point）指的是帶有小數的數值，浮點運算即是小數的四則運算，常用來測量電腦運算速度或被用來估算電腦效能，尤其是在使用到大量浮點運算的科學計算領域中。在多数情况下，测算FLOPS比测算每秒指令数（IPS）要准确。
浮點運算實際上包括了所有涉及浮點數的運算，在某類應用軟體中常常出現，比較整數運算更用時間。現今大部分的處理器中都有浮點運算器。因此每秒浮點運算次數所量測的實際上就是浮點運算器的執行速度。常用來測量每秒浮點運算次數的基準程式（benchmark）之一，是Linpack。

## 评价
许多專家對每秒浮點運算次數頗多微詞，認為它並不是一個有意義的量度，因為FLOPS並不能反應出許多對執行效能有影響的因素，例如I/O的效能、記憶體的架構、快取一致性。這意味着電腦的實際計算容量，與FLOPS的理論峰值間會有一段不小的差距。
隨著新資訊科技時代（數據挖掘、機器學習、深度學習、大數據、各種人工神經網絡和人工智能等）及工業革命 4.0 的發展，與 FLOPS 運算效能指標有關的計算設備以顯卡 GPU 和 FPGA 為主要核心，但 FLOPS 指標卻未能準確地反映出以上設備在相關領域運算的效能表現。皆因以上設備的架構是利用 CUDA、OpenCL 等編程語言來實現加速相關應用程序的運算速度（普遍達 20 倍甚至高達過千倍），而這些技術的實現依賴的是如 GPU 比 CPU 擁有更多倍數集成的核心，如一塊 NVIDIA GeForce GTX-750Ti 處理器就擁有高達 640 個 CUDA Core，其 GFLOPS 性能表現理想但實際上並未對大數據運算作出很大的貢獻，更多地是因為數量龐大的 CUDA 核心（每核心都有 ALU 算術邏輯運算單元）能進行並行運算而產生的指數級別運算速度提升。

## 换算
- MFLOPS（megaFLOPS）等於每秒一百萬（106）次的浮點運算；
- GFLOPS（gigaFLOPS）等於每秒十億（109）次的浮點運算；
- TFLOPS（teraFLOPS）等於每秒一（1012）次的浮點運算；
- PFLOPS（petaFLOPS）等於每秒一千（1015）次的浮點運算；
- EFLOPS（exaFLOPS）等於每秒一百京/一百亿亿（1018）次的浮點運算。

## 浮点运算
在进行非常大或者非常小的实数运算，或者参与运算的数字在一个很大的范围内变动时都非常需要浮点运算的参与。 浮点数的表示方式类似于科学计数法，其区别在于科学计数法是以10作为基数，而浮点数以2作为基数。 一些已经发表的编码标准定义了指数（Cray和VAX定义了基数为2的情况、 IEEE 754 格式定义基数为2或10的情况， IBM浮点架构定义了基数为16的情况）和有效位数（数字后有多少位小数）。实际应用中虽然有很多类似的格式，但最常用的是IEEE 754定义的格式，如果用于32位数字则称为单精度，用于64位数字的称为双精度 ，数字位数更长的称为扩展精度（用于计算过程中得出的解，这可以防止最终结果误差过大）。 浮点表示法可以比定点数表示更大范围内的数字，换言之，它能够表示非常小的数字和非常大的数字。

### 动态范围和精度
浮点运算中的指数运算能够确保更大的动态范围，这意味着即便是最大的和最小的数字也能够被正常表示。这在计算那些数据量跨度非常大，或无法确定具体数据大小的数据集时相当重要。因此，浮点处理器（Floating-point Processor, FPU） 非常适合用于计算密集型应用程序。

### 性能表现
FLOPS 和 MIPS 都是用来测量计算机数字运算性能表现的方式。浮点运算测试通常用在科研和研究领域。MIPS则用来测量计算机的整数操作性能。整数操作的例子包括数据转移（从A到B），条件测试（当A=B时，执行C）。当一台计算机被用来进行数据库查询，文字处理、电子表格制作或运行多个虚拟机时，一般进行MIPS基准性能测试就足够了。 来自劳伦斯利弗莫尔国家实验室（Lawrence Livermore National Laboratory）的弗兰克·H·麦克马洪（Frank H. McMahon）发明了FLOPS和MFLOPS(megaFLOPS)这两个术语，以便他能够比较现代的超级计算机每秒钟能够进行的浮点运算次数。这比普遍使用的MIPS更适合测算那些能够进行大量数字运算的计算机。
FLOPS在高性能计算机集群（超算）上可以使用这一公式得出：

{\displaystyle {\text{FLOPS}}={\text{racks}}\times {\frac {\text{nodes}}{\text{rack}}}\times {\frac {\text{sockets}}{\text{node}}}\times {\frac {\text{cores}}{\text{socket}}}\times {\frac {\text{cycles}}{\text{second}}}\times {\frac {\text{FLOPs}}{\text{cycle}}}}.

简化到计算机只拥有一块CPU的情况时，可以使用以下公式：
{\displaystyle {\text{FLOPS}}={\text{cores}}\times {\frac {\text{cycles}}{\text{second}}}\times {\frac {\text{FLOPs}}{\text{cycle}}}}.
即处理器核心数×每秒时钟周期×每周期浮点运算（FLOP）数。

## 其他
以下列出幾個有代表性硬體的每秒浮點運算次數
- 注意：本頁所收集之數據於大部份情況下僅供作實際參考值，視不同設備持有者的芯片品質及運作相關（如：廠商硬件設置、主板條件、供電系統設置、運作溫度會因高溫而自動強制降頻作保護等因素）而有所不同，大致會與參考值有 (+/-)MAX 15 % 的差異值。

浮點性能參考指標 (xFLOPS) = 總運算核心數 x 每周期運算次數 x 處理器相對運作頻率
i.e.: 1,228.8 GFLOPS/1.2288 TFLOPS = 384 Core x 4 x 800 MHz(0.8 GHz)

### FLOPS
一台 电子计算器 只需要较低的FLOPS就能完成工作。 当一台计算机的响应时间低于0.1秒时，人类操作者就会认为其能够“瞬时”完成计算， 所以，一台简易计算器只需要大约10 FLOPS就能够完成它的功能。
- ENIAC: 300 FLOPS

### MFLOPS
- CRAY-1（英语：Cray-1）: 160 MFLOPS
- Raspberry Pi Broadcom CM2708 ARM11 @1 GHz(OC): 316.56 MFLOPS

### GFLOPS
- Intel Xeon 3.6 GHz: <1.8 GFLOPS
- SONY PlayStation 2: 4.7 GFLOPS
- Intel Pentium 4 HT 3.6GHz: 7 GFLOPS
- Raspberry Pi Cluster (32 node)x Broadcom CM2708 ARM11@1 GHz: 10.13 GFLOPS (集群由 博伊西州立大學電氣工程與計算機系博士生 Joshua Kiepert 實踐)
- Nintendo Wii (ATI HollyWood 243MHz): 12 GFLOPS
- Intel Core 2 Duo E4300 @ 1.8GHz: 14 GFLOPS
- ARM Mali-400 MP4 @ 533MHz: 19.2 GFLOPS
- 樹莓派 上的 VideoCore: 24 GFLOPS
- Intel Core 2 Duo E8400 @ 3.0GHz: 24 GFLOPS
- AMD Phenom X4 9950 @ 2.6GHz : 29.05 GFLOPS
- Intel Core i5-4210U: 36.77175 GFlops (Win 8.1/Pro x64, LinX 0.6.5, Problem Size=11,530, MiB=1,024, 3 times) in 27.798sec
- Intel Core 2 Quad（西班牙语：Intel Core 2 Quad） Q8200 @ 2.33GHz: 37 GFLOPS
- Intel Core 2 Extreme（法语：Intel Core 2 Extreme） QX9770 @ 3.2GHz: 39.63 GFLOPS
- AMD Phenom II x4 955 @ 3.2GHz: 42.13 GFlopS
- Intel Core i5-4210U: 43.4467 GFlops (Win 8.1/Pro x64, LinX 0.6.5, Problem Size=11,530, MiB=1,024, 3 times) in 23.526sec
- Intel HD Graphics 2000 @ 1250MHz(SB): 60 GFLOPS
- Intel Core i7 965: 69.23 GFLOPS
- ARM Mali-T720 MP8 @ 600MHz: 81.6 Peak GFLOPS
- Intel Core i7 980 XE : 107.6 GFLOPS
- Intel HD Graphics 2500 @ 1150MHz(IVB): 110.4 GFLOPS
- Intel Core i5 2500K @ 4.5GHz: 123.35 GFLOPS (w/AVX instruction set)
- Intel HD Graphics 3000 @ 1300MHz: 125 GFLOPS
- Intel HD Graphics 3000 @ 1350MHz(SB): 129.6 GFLOPS
- New Intel HD Graphics GT1 @ 1150MHz(Haswell): 184 GFLOPS
- SONY PlayStation 3: 228.8 GFLOPS
- Mircosoft Xbox 360: 240 GFLOPS
- IBM POWER7: 264.96GFLOPS[2]
- ARM Mali-T760 MP16 @ 600MHz: 326 GFLOPS
- NVIDIA Jetson TK1 (Tegra K1) 開發平台-Ubuntu: 326 GFLOPS (此為最大值且於自帶風扇下運作)
- Nintendo Wii U (ATI Latte 550MHz): 352 GFLOPS
- Intel HD Graphics 4000 @ 1300MHz(IVB): 332.8 GFLOPS
- NVIDIA GeForce 8800 Ultra（G80-450 GPU）:393.6 GFLOPS
- Intel HD Graphics 4200/4400 (Mobile)/4600/P4600/P4700 GT2 @ 1350MHz: 432 GFLOPS
- Nintendo Switch (Nvidia Tegra X1 921MHz) : 471 GFLOPS
- AMD Radeon HD 3870（RV670 GPU）:497 GFLOPS
- NVIDIA Tegra X1:512 GFLOPS
- Intel HD Graphics 5000 GT3 ~HD4XXX @ 1100MHz <15W+>: ~704 GFLOPS
- NVIDIA GeForce GTX 280（G200-300 GPU）:720 GFLOPS
- NVIDIA GeForce 840M w/2GB vRAM: 790 GFLOPS
- NVIDIA GeForce 840M (2GB Dedicated VRAM): 790.3 GFLOPS
- Intel Iris Graphics 5100 @ 1100MHz <28W+>: 704 GFLOPS
- AMD Radeon HD 4870（RV770 GPU）:1008 GFLOPS
- NVIDIA Jetson TX1: over 1,100 GFLOPS

### TFLOPS
- Microsoft Xbox One：1.31 TFLOPS
- Microsoft Xbox One S：1.404 TFLOPS
- NVIDIA GeForce GTX 580 ：1.581 TFLOPS
- Valve Steam Deck (AMD RDNA2 1.6GHz)：1.638 TFLOPS
- AMD Radeon HD 7850 ：1.761 TFLOPS
- NVIDIA GeForce GTX 950 ：1.825 TFLOPS
- SONY PlayStation 4：1.84 TFLOPS
- NVIDIA GeForce GTX 1050 ：1.862 TFLOPS
- NVIDIA GeForce GTX 1050Ti ：2.138 TFLOPS
- NVIDIA GeForce GTX 960 ：2.413 TFLOPS
- NVIDIA GeForce GTX 680 ：3.25 TFLOPS
- AMD Radeon R9 380 ：3.476 TFLOPS
- NVIDIA GeForce GTX 970 ：3.92 TFLOPS
- Microsoft Xbox Series S：4.006 TFLOPS
- SONY PlayStation 4 Pro：4.198 TFLOPS
- AMD Radeon HD 7970 GHz Edition ：4.301 TFLOPS
- NVIDIA GeForce GTX 1060 6GB ：4.375 TFLOPS
- NVIDIA GeForce GTX Titan ：4.709 TFLOPS
- NVIDIA GeForce GTX 980 ：4.981 TFLOPS
- AMD Radeon RX 570 ：5.095 TFLOPS
- AMD Radeon HD 6990 ： 5.1 TFLOPS
- NVIDIA GeForce GTX 780Ti ：5.345 TFLOPS
- AMD Radeon R9 390 ：5.12 TFLOPS
- NVIDIA GeForce GTX 1660 Ti ：5.437 TFLOPS
- AMD Radeon R9 290X ：5.632 TFLOPS
- AMD Radeon RX 480 ：5.834 TFLOPS
- Microsoft Xbox One X：6 TFLOPS
- NVIDIA GeForce GTX 980 Ti ：6.06 TFLOPS
- AMD Radeon RX 580 ：6.175 TFLOPS
- NVIDIA GeForce RTX 2060 ：6.451 TFLOPS
- NVIDIA GeForce GTX 1070：6.463 TFLOPS
- NVIDIA GeForce GTX Titan X：6.691 TFLOPS
- AMD Radeon RX 590 ：7.119 TFLOPS
- NVIDIA GeForce RTX 2060 Super ：7.181 TFLOPS
- NVIDIA GeForce RTX 2070 ：7.465 TFLOPS
- AMD Radeon RX 5700 : 7.949 TFLOPS
- NVIDIA GeForce GTX 1070 Ti : 8.186 TFLOPS
- AMD Radeon R9 Nano ：8.192 TFLOPS
- AMD Radeon HD 7990 ：8.192 TFLOPS
- AMD Radeon R9 FURY X : 8.602 TFLOPS
- NVIDIA GeForce GTX 1080 ：8.873 TFLOPS
- NVIDIA GeForce RTX 2070 Super ：9.062 TFLOPS
- NVIDIA Tesla P100 : 9.526 TFLOPS
- AMD Radeon RX 5700 XT : 9.754 TFLOPS
- NVIDIA GeForce RTX 2080 ：10.068 TFLOPS
- NVIDIA GeForce GTX Titan Z ：10.092 TFLOPS
- SONY PlayStation 5 GPU：10.29 TFLOPS
- AMD Radeon RX Vega 56 :10.544 TFLOPS
- NVIDIA Titan X Pascal ：10.974 TFLOPS
- NVIDIA GeForce RTX 2080 Super ：11.151 TFLOPS
- AMD Radeon RX 6700 : 11.29 TFLOPS
- AMD Radeon R9 295X2 ：11.467 TFLOPS
- NVIDIA GeForce GTX 1080 Ti ：11.34 TFLOPS
- Microsoft Xbox Series X GPU：12.147 TFLOPS
- AMD Radeon RX Vega 64 : 12.665 TFLOPS
- NVIDIA GeForce RTX 3060 ：12.738 TFLOPS
- AMD Radeon RX 6700 XT : 13.215 TFLOPS
- NVIDIA GeForce RTX 2080 Ti ：13.448 TFLOPS
- NVIDIA Tesla V100 :14.1 TFLOPS [來源請求]
- NVIDIA Titan V : 14.9 TFLOPS
- NVIDIA GeForce RTX 4060 : 15.114 TFLOPS
- AMD Radeon RX 6800 : 16.166 TFLOPS
- NVIDIA GeForce RTX 3060 Ti ：16.197 TFLOPS
- NVIDIA Titan RTX : 16.312 TFLOPS
- NVIDIA GeForce RTX 3070 : 20.314 TFLOPS
- AMD Radeon RX 6800 XT : 20.736 TFLOPS
- NVIDIA GeForce RTX 4060 Ti 8 GB : 22.065 TFLOPS
- AMD Radeon RX 6900 XT : 23.04 TFLOPS
- NVIDIA GeForce RTX 4070 : 29.146 TFLOPS
- NVIDIA GeForce RTX 3080 : 29.768 TFLOPS
- NVIDIA GeForce RTX 3080 Ti : 34.099 TFLOPS
- NVIDIA GeForce RTX 3090 : 35.581 TFLOPS
- NVIDIA GeForce RTX 4080 : 48.737 TFLOPS
- AMD Radeon RX 7900 XT : 51.481 TFLOPS
- AMD Radeon RX 7900 XTX : 61.415 TFLOPS
- Earth Simulator：35.6 TFLOPS
- NVIDIA GeForce RTX 4090 : 82.575 TFLOPS
- Blue Gene/L：135.5 TFLOPS
- 中國曙光Dawning 5000A：230 TFLOPS

### PFLOPS
- IBM Roadrunner：1.026 PFLOPS
- 台灣杉一號：1.7 PFLOPS
- Jaguar：1.75 PFLOPS
- 天河一號：2.566 PFLOPS
- 台灣杉三號：2.7 PFLOPS
- IBM Mira: 8.16 PFLOPS
- 台灣杉二號：9 PFLOPS
- 京：10.51 PFLOPS
- IBM Sequoia：16.32 PFLOPS
- Cray Titan：17.59 PFLOPS[3]
- 天河二号：33.86 PFLOPS
- BOINC運算平台：35.109 PFLOPS（2020-5-1）
- 神威太湖之光：93.01 PFLOPS
- Summit : 122.3 PFLOPS
- 富岳 : 415 PFLOPS

### EFLOPS
- 比特幣全網算力(2013/5) : 1 EFLOPS
- Folding@home運算平台：2.6 EFLOPS（2020/4/24）
- 比特幣全網算力(2018/5) : 35 EFLOPS

## 历史记录

### 单体计算机的记录
1997年6月， 英特尔的ASCI Red是世界上第一台算力超过1 TFLOPS的计算机。 桑迪亚国家实验室主任Bill Camp说，ASCI Red和此前建造的超算相比拥有最高的可靠性，并且"是超级计算在寿命、价格和性能上的新水平"。
NEC的SX-9超级计算机是世界上第一台向量处理器中每颗核心能达到超过100 GFLOPS的机器。
在2006年， 日本理化学研究所发表了新型计算机 MDGRAPE-3。该计算机的最高运算性能可以达到1 PFLOPS，几乎是Blue Gene/L的两倍，但MDGRAPE-3不是一台通用型计算机，这就是为什么它不会出现在 Top500.org 名单中。它通过特殊设计的计算机管线来模拟分子的运动。
到2007年，英特尔推出的试验性多核“北极星”芯片，在3.13 GHz的工作频率下实现了1 TFLOPS的运算速度。 80核心的芯片可以将频率提升到6.26 GHz，从而达到2 TFLOPS的速度，而热功耗在这个频率下已经超过190瓦。
2007年6月26日， IBM 公布了它的第二代顶级超级计算机，被称为Blue Gene/P。它被设计成连续操作的速度能够超过1 PFLOPS。 为了达到这一目标，它的最高运算速度可以达到3  PFLOPS。
在2007年的Top500.org 报告中，世界上最快的计算机是 IBM Blue Gene/L 超级计算机，测量的峰值596 TFLOPS。 在 Cray XT4 以101.7 TFLOPS的成绩位列第二。
2007年10月25日, 日本NEC公司发布其SX系列新型号 SX-9, 其声称它是世界上最快的矢量的超级计算机。 SX-9 是第一台CPU能够以每颗核心102.4 GFLOPS的速度进行顶点矢量运算的机器。
2008年2月4日， 美国国家科学基金会 和 奥斯汀的得克萨斯大学 开展了一个完全运行在 AMD和 Sun 平台，名叫Ranger的超级计算机上的研究。 这是当时世界上最强大的研究用超级计算机系统，其持续工作时的运算速度为0.5 PFLOPS。
2008年5月25日， IBM为美国建造了一台超级计算机，起名为'鹃'，这台机器的运算速度达到了里程碑式的1 PFLOPS。 它也荣获2008年6月和11月的 TOP500 最强大的超级计算机(不包括 网格计算). 计算机位于新墨西哥的洛斯阿拉莫斯国家实验室。 计算机的名字指的是新墨西哥州鸟，大鹃 (Geococcyx californianus).
在2008年6月，AMD发布了ATI Radeon 4800系列，这是第一块达到1 TFLOPS运算能力的GPU。2008年8月20日，AMD发布ATI Radeon HD 4870X2图形卡与两块 Radeon R770 GPU总共达到2.4 TFLOPS。
2008年11月，美国能源部(DOE)的橡树岭国家实验室升级了Cray提供的Jaguar超级计算机。该系统的峰值计算能力为1.64 PFLOPS，使得Jaguar成为世界上第一个专门用于开放研究的PFLOPS级系统。 在2009年初，一台以神话般的动物命名超级计算机，海妖诞生了。 海妖是世界上由大学管理的计算机中速度最快的一台，在2009年TOP500榜单中名列第六。2010年，经过升级的海妖操作速度更快，更强大。
2009年， Cray Jaguar以1.75 PFLOPS的速度击败IBM的“鹃”，登上500强名单的第一名。
在2010年，中国推出了 天河一号，这台超级计算机工作的峰值计算速度在2.5 PFLOPS。
同年最快的PC处理器在双精度浮点运算测试中达到 109 GFLOPS (Intel Core i7 980 XE) ，GPU的处理速度则更为强大。举例来说, Nvidia Tesla C2050 GPU 在双精度浮点运算测试中能够达到大约515 GFLOPS ，而AMD FireStream 9270的峰值工作速度也达到240 GFLOPS.
2011年，日本已开发出运算速度在10.51 PFLOPS的电脑“京”. 它拥有88,128颗 SPARC64VIIIfx 处理器，总共占用了864台机架，理论性能为11.28 PFLOPS。 它以汉数字“京”（1016）命名，对应了它的速度 10 PFLOPS。
2011年11月5日，英特尔发布一款基于x86处理器，代号为"骑士角"，持续运算速度超过1 TFLOPS。 英特尔在演示期间强调，这是持续的TFLOPS（不是其它公司声称的“原生TFLOPS”，以获得更高，但无意义的数字)，它是第一块超过1 TFLOPS的通用处理器.
2012年6月18日， IBM的红杉超级计算机系统，根据美国劳伦斯·利弗莫尔国家实验室的测试结果，速度达到16 PFLOPS，奠定了新的世界纪录，并以第一名的成绩刷新了最新TOP500的名单。
2012年11月12日，TOP500名单认证的 泰坦 作为世界上最快的超级计算机通过LINPACK基准测试，运算速度在17.59 PFLOPS。 它是由Cray Inc. 在 橡树岭国家实验室 联合AMD皓龙处理器和"开普勒"架构的NVIDIA Tesla图形处理单元(GPU)的技术下制造完成的。
2013年6月10日，中国的天河二号的以33.86 PFLOPS的速度成世界上最快超级计算机。2016年6月20日，中国的神威·太湖之光在LINPACK基准测试中以93 PFLOPS(峰值速度超过125 PFLOPS)的成绩登顶成为世界最快超级计算机。 该系统几乎完全基于中国的技术研发，其被安装在无锡的国家超级计算中心。据介绍，该系统比其在TOP500中下五个排名的系统算力之和还要快。
2019 年 6 月，IBM 打造的超级计算机 Summit（目前在美国能源部 (DOE) 橡树岭国家实验室 (ORNL) 运行）在高性能 Linpack (HPL) 上以 148.6 PFLOPS 的性能夺得头把交椅，HPL 是排名 TOP500 榜单的基准。Summit 拥有 4,356 个节点，每个节点配备两个 22 核 Power9 CPU 和六个 NVIDIA Tesla V100 GPU。
2022 年 6 月，美国的 Frontier 是 TOP500 上性能最强大的超级计算机，在 LINPACK 基准测试中达到了 1102 PFLOPS（1.102 EFLOPS）。
2024 年 11 月，美国劳伦斯利弗莫尔国家实验室的 El Capitan 百亿亿次级超级计算机在第 64 届 Top500 排行榜（2024 年 11 月）中取代 Frontier 成为世界上速度最快的超级计算机。

### 分布式计算机记录
分布式计算使用互联网链接的个人计算机来达到更高的FLOPS。截至 2020 年 4 月，Folding@home 网络的总计算能力超过 2.3 EFLOPS。它是最强大的分布式计算机网络，也是有史以来第一个突破 1 EFLOPS总计算能力的网络。这种性能水平主要得益于大量强大的 GPU 和 CPU 单元的共同努力。

## 外部連結
- Current Einstein@Home benchmark （页面存档备份，存于）
- BOINC projects global benchmark （页面存档备份，存于）
- Current GIMPS throughput （页面存档备份，存于）